# Rádio Estádio
Radio Estádio foi uma estação de rádio desportiva portuguesa que foi fundada a 25 de Maio de 2019. Emitiu desde o Barreiro para a Área Metropolitana de Lisboa e da Povoa de Varzim para a Área Metropolitana de Porto.
Em Março de 2020, o projeto da Rádio Estádio foi dado por concluído, em função das dificuldades económicas que o inviabilizem para o futuro. A decisão foi comunicada a todos os colaboradores em 6 de março de 2020, a maior parte com dois meses de ordenados em atraso e o subsídio de Natal de 2019 por liquidar. Bruno Costa Carvalho, presidente e accionista da tecnicamente falida empresa detentora da emissora desportiva, tem a rádio em PER com dívidas ao Estado e a jornalistas.
Bruno de Carvalho, ex-presidente do Sporting, Paulo Catarro, ex-jornalista da RTP, ou Gabriel Alves, antiga glória da rádio portuguesa, eram alguns dos comentadores que colaboravam com esta emissora.